# Hoàng Long Huệ Nam
Hoàng Long Huệ Nam (zh: 黃龍慧南, ja: Ōryū Enan, 1002-1069) là vị Thiền sư Trung Quốc đời Tống, thuộc tông Lâm Tế . Sư là đệ tử nối pháp của Thiền Sư Thạch Sương Sở Viên và là tổ sáng lập ra Phái Hoàng Long (một trong hai hệ phái chính của tông Lâm Tế). Dòng thiền của sư từng được truyền qua Nhật Bản bởi pháp tôn đời thứ 8 là Minh Am Vinh Tây. Đệ tử nối pháp của sư có các vị là: Hối Đường Tổ Tâm, Bảo Phong Khắc Văn,...

## Cơ duyên ngộ đạo
Sư họ Chương (章), người huyện Ngọc Sơn, Tín Châu, tỉnh Giang Tây. Năm 11 tuổi, sư xuất gia với pháp sư Trí Loan ở Đinh Thủy viện. Năm 19 tuổi sư thọ giới cụ túc.
Ban đầu sư đến tham vấn Thiền sư Tự Ngọc ở Quy Tông Tự trên núi Lô Sơn, rồi tham vấn Thiền sư Trừng Thị ở Thê Hiền Tự. Sau, sư lại đến tham học với Thiền sư Hoài Trừng ở Tam Giác Sơn (Hồ Bắc) và hiểu được yếu chỉ của tông Vân Môn.
Một hôm, có vị Thiền sư tên Vân Phong Văn Duyệt đến bảo Sư: "Thiền sư Hoài Trừng tuy là con cháu Vân Môn nhưng pháp đạo còn khác xa Vân Môn." Sư hỏi: "Khác ở chỗ nào?" Văn Duyệt đáp: "Vân Môn như đơn sa đã chín phen luyện, để vào sắt liền biến thành vàng; Hoài Trừng như dược hống ngân, nhìn thấy đẹp mắt mà để vào lò liền chảy." Nghe thầy mình bị chê sư nổi giận cầm chiếc gối ném Văn Duyệt. Văn Duyệt xin lỗi lại nói: "Chí khí Vân Môn như vua, cam chịu ngữ tử sao? Hoài Trừng có pháp dạy người là tử ngữ. Tử ngữ mà hay làm người sống được sao?" Nói xong Văn Duyệt bỏ đi. Sư kéo lại nói: "Nếu vậy thì ai hợp ý thầy?" Văn Duyệt bảo: "Thạch Sương Sở Viên thủ đoạn vượt cả mọi nơi, thầy muốn yết kiến thì không nên chậm trễ".
Sư bèn khăn áo lên đường. Đi giữa đường, Sư nghe đồn Thạch Sương mỗi việc đều lừa đảo thiền sinh, liền thối chí không đến Thạch Sương, ở lại chùa Phúc Nghiêm giữ chức thư kí, và theo học nơi Thiền sư Hiền. Chợt Thiền sư Hiền tịch, quận thú mời Thạch Sương đến trụ trì. Nghe Thạch Sương luận nói chê các nơi mỗi điều thuộc tà giải, sư nhớ lại lời của Văn Duyệt lúc bình nhật rất đúng, bèn thay đổi quan niệm, tự nhủ: "Đại trượng phu thâm tâm nghi ngờ hoài sao?".
Sư đến Thạch Sương cầu xin yếu chỉ. Thạch Sương cười bảo: "Thư kí lĩnh đồ chúng và du phương, nếu còn có nghi ngờ thì chẳng cần phải khổ cầu như vậy, hãy ngồi mà thương lượng". Thạch Sương gọi thị giả đem ghế mời ngồi. Sư từ chối và thành khẩn yêu cầu chỉ dạy. Thạch Sương hỏi: "Thư kí học thiền Vân Môn ắt thông được yếu chỉ ấy. Như nói: Tha Động Sơn ba gậy. Động Sơn khi ấy nên đánh hay chẳng nên đánh?" Sư thưa: "Nên đánh". Thạch Sương nghiêm nghị bảo: "Nghe tiếng ba gậy liền cho là nên ăn gậy, vậy ông từ sáng đến chiều nghe chim kêu trống đánh… cũng nên ăn ba gậy. Ăn gậy đến lúc nào mới thôi?" Sư nghe vậy chẳng biết nói gì, Thạch Sương lại bảo: "Ta lúc đầu nghi không thể làm thầy ông, giờ đây đã đủ tư cách". Ông hãy lễ bái đi. Sư lễ bái xong đứng dậy. Thạch Sương nhắc lời trước: "Triệu Châu thường nói: Bà già ở Đài Sơn bị ta khám phá. Nếu ông hội được ý chỉ Vân Môn thì thử chỉ chỗ khám phá xem?" Sư mặt nóng hực, mồ hôi toát ra, không biết đáp thế nào, bị Thạch Sương đuổi ra. Hôm sau, Sư lại vào thất, bị Thạch Sương mắng chửi tiếp. Sư hổ thẹn, nhìn những người hai bên nói: "Chính vì chưa hiểu câu quyết nghi, mắng chửi đâu phải là quy củ từ bi thí pháp". Thạch Sương cười nói: "Đó là mắng chửi sao?" Nhân câu này, sư đại ngộ, tất cả kiến chấp đều tan vỡ. Năm ấy sư được 35 tuổi.

## Hoằng pháp
Từ khi được pháp nơi Từ Minh, sư đi thăm viếng các chốn tùng lâm khác khắp nơi. Sau đó sư về trụ trì tại chùa Quy Tông - nơi sư từng có thời gian tu học. Tại đây, không may chùa bị hoả hoạn. Có kẻ vì ghen ghét sư nên nhân dịp này đã vu cáo sư đốt chùa. Sư vì lòng từ bi không muốn vạch tội kẻ vu cáo nên đã nhận tội về mình mà không cố gắng bào chữa với quan huyện. Do đó sư bị cầm tù 2 tháng và bị dùng hình rất khắc liệt. 
Khoảng 8 năm sau, sư lui về ẩn cư ở núi Hoàng Bá. Tiếp đó, sư chuyển đến Hoàng Long Sơn ở phủ Long Hưng  và nỗ lực cử xướng tông phong của mình. 
Sư giáo hoá môn đệ bằng cách sử dụng các công án, trong thời gian này công án được sử dụng trong tu học Thiền rất thịnh hành. Phong cách giáo hoá của sư cũng hơi khác biệt, sư không dùng những lời lẽ thô bạo, cứng ngắt và cũng không lạm dụng đánh hét như các vị thiền sư khác trong Tông Lâm Tế. 
Tông phong của sư rất phát triển, mở rộng đến tận trung tâm của các tỉnh Hồ Nam, Hồ Bắc và Giang Tây. Về sau người ta gọi tên phái này theo tên núi Hoàng Long nơi sư trụ trì là Hoàng Long phái.

## Thị tịch
Vào ngày 17 tháng 3 năm thứ 2 (1069) niên hiệu Hy Ninh (熙寧), sư tạm biệt đại chúng: "Lão tăng tài hèn, đức bạc há kham làm thầy người che bất muội bản tâm, chẳng thiếu chư thánh chưa miễn sinh tử, nay miễn sinh tử, chưa ra khỏi luân hồi. Nay ra!". Nói xong, sư ngồi xếp bằng thị tịch, hưởng thọ 68 tuổi, và được ban vua ban thụy hiệu là Phổ Giác Thiền sư (普覺禪師). Chúng đệ tử trà-tỳ thu được xá-lợi năm màu, xây tháp an trí xá lợi ở Tiền Sơn.  

## Pháp ngữ
Phong cách giáo hoá của sư khá đặc biệt, ví như mỗi khi có vị tăng nào đó vào thất của sư tham vấn, sư thường hỏi người đó ba câu, người đời sau sau gọi là Hoàng Long tam quan ngữ:
1. Người người trọn có sinh duyên, Thượng toạ sinh duyên chỗ nào?
2. Lúc vấn đáp qua lại, sư duỗi tay nói: "Tay ta sao giống tay Phật?".
3. Khi tăng hỏi chỗ sở đắc của các vị tông sư, Sư liền duỗi chân nói: "Chân ta sao giống chân lừa?".
Sư dùng ba câu này hỏi học tăng đến tham vấn hơn ba mươi năm. Nếu có người trả lời thì sư không nói là đúng hay sai mà ngồi thẳng khép mắt lại, không ai lường được ý của sư. Có người hỏi lí do, Sư đáp: "Đã ra khỏi cửa thì lay tay đi thẳng, chẳng cần biết có kẻ gác cửa. Từ người gác cửa hỏi phải chẳng phải, ấy là người chưa qua khỏi cửa vậy" (Tức là người tu thiền nếu đã ngộ thì không còn lưỡng lự, hoài nghi đúng hay sai. Nếu còn hoài nghi, lưỡng lự, cần người khác chỉ điểm thì chưa phải là người khai ngộ). 

## Tác phẩm
- Hoàng Long Nam Thiền Sư Ngữ Lục (zh: 黃龍南禪師語錄, 1 quyển).
- Hoàng Long Nam Thiền Sư Ngữ Yếu (zh: 黃龍南禪師語要, 1 quyển).
- Hoàng Long Nam Thiền Sư Thư Xích Tập (zh: 黃龍南禪師書尺集,1 quyển).